# کمیسیون اروپا
کمیسیون اروپا (به فرانسوی: Commission européenne) (به اختصار: EC)، نقش قوهٔ مجریه را در اتحادیهٔ اروپا ایفا می‌کند. این کمیسیون در واقع مانند کابینهٔ یک دولت عمل می‌کند. کمیسیون اروپا ۲۷ عضو (که به صورت غیررسمی کمیسیونر نامیده می‌شوند) و یک رئیس دارد.
این نهاد شامل یک بدنهٔ اجرایی است که حدود ۳۲،۰۰۰ کارمند اروپایی دارد. کمیسیون به چند دپارتمان تقسیم می‌شود که ادارهٔ کل (Directorates-General) نامیده می‌شوند و می‌توان آنها را به دپارتمان‌ها یا وزارت‌های یک دولت تشبیه کرد. هر یک از این اداره‌های کل، یک مدیرکل دارد و این مدیرکل در مقابل یک کمیسیونر مسئول و پاسخگوست.
در کمیسیون اروپا، هر کشور عضو یک نماینده دارد اما این نمایندگان، طبق سوگندی که هنگام تصدی مقام خود یاد می‌کنند، نمایندهٔ منافع اتحادیهٔ اروپا به عنوان یک کل واحد هستند و نه منافع کشور متبوع خود.
رئیس کمیسیون اروپا (در حال حاضر: اورزولا فون در لاین) از سوی شورای اروپا (متشکل از رؤسای ۲۷ کشور/دولت) نامزد و توسط پارلمان اروپا انتخاب می‌شود. سپس شورای اتحادیه اروپا، در توافق با رئیس نامزدشده، سایر اعضای کمیسیون اروپا را نامزد می‌کند. پس از آن، ۲۷ عضو (به عنوان یک تیم) به شرط کسب رأی تایید از پارلمان اروپا، به کمیسیون راه پیدا می‌کنند. کمیسیون کنونی، کمیسیون فون در لاین نام دارد که پس از برگزاری انتخابات پارلمان اروپا (۲۰۱۹)، در  دسامبر ۲۰۱۹ کار را به دست گرفت.
کمیسیون اروپا مسئول پیشنهاد قوانین، اجرای تصمیم‌گیری‌ها، تنفیذ پیمان‌نامه‌ها و روی هم رفته انجام کارهای روزمره اتحادیهٔ اروپا است. دفتر اصلی کمیسیون اروپا در شهر بروکسل پایتخت بلژیک قرار دارد.

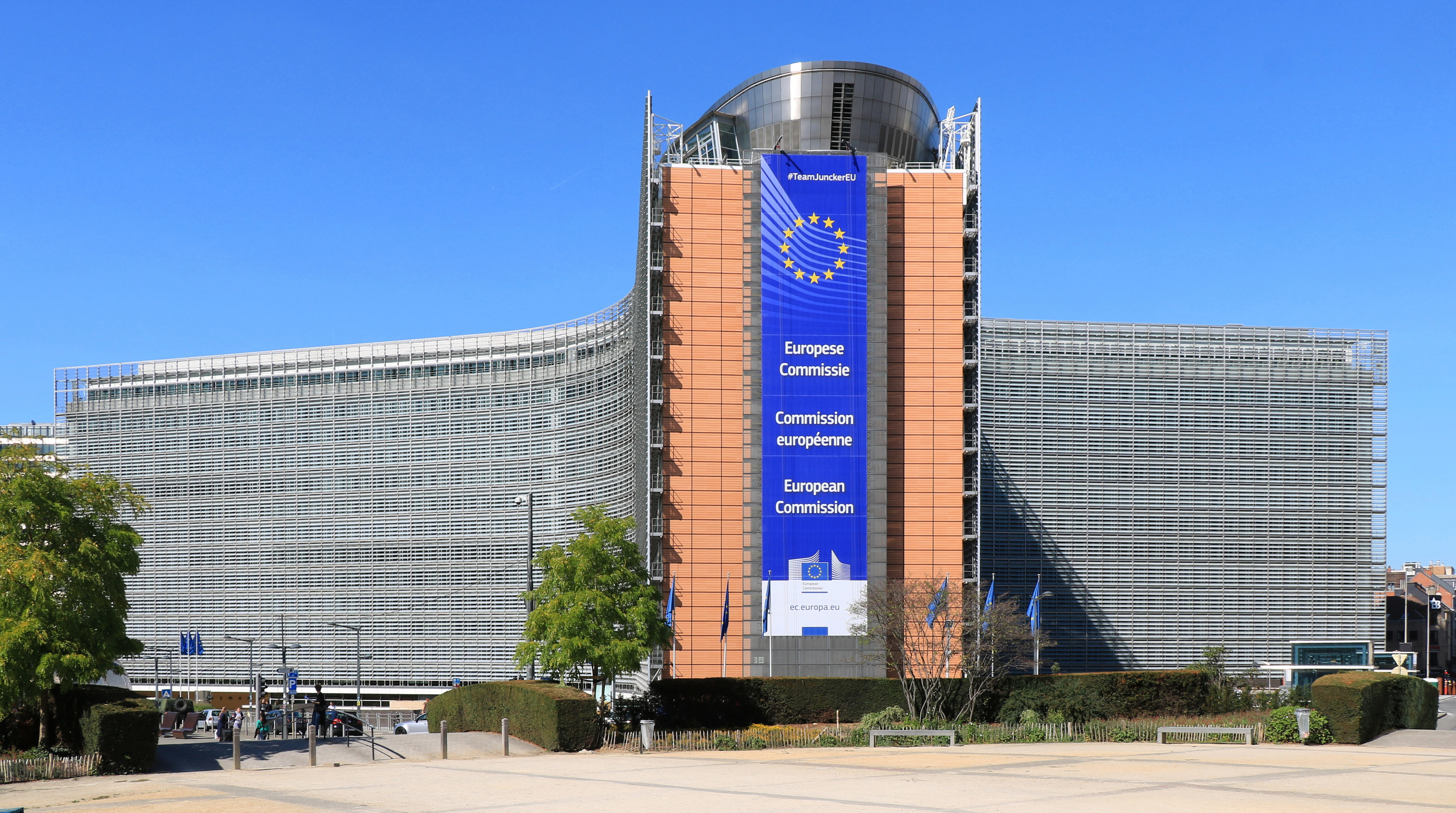
نمای ساختمان کمیسیون اروپا